# Lorna
Lorna Zarina Aponte (11 de maio de 1983, Cidade do Panamá, Panamá) é uma cantora panamenha de reggaeton. De acordo com a sua biografia, ela começou a fazer apresentações desde quando tinha 13 anos de idade e começou a sua carreira profissional aos 16 anos. Ela tem um irmão e três irmãs. Seu pai é de nacionalidade paramenha, mas sua mãe Chiriqui é de origem mexicana. Ela tem uma filha.

## Lorna no Reggaeton
Lorna é a mais conhecida representante do sexo feminino do reggaeton. Apesar do fato de que suas canções terem sido reconhidas em inúmeras antologias do chamado reggaeton, Lorna nunca realmente se autodescreveu como uma cantora de reggaeton. Mas mesmo assim alguns veem Lorna como a percusora do "reggaeton", como ele é conhecido hoje, como no caso do reggaeton surgiu muito cedo, mas com um significado muito menos sexual.

## Canções
As canções resaltadas possuem videoclip
- Las Dueñas del Negocio
- Los Hombres Valen Vestía
- Papi Chulo (Te Traigo el Mmmm)
- Alarma (Se me ha ido la voz)
- Papito Ven a Mi
- El Camison (Apaga la Luz)
- La Palmadita
- Tu eres Rakataka
- Dale Candela (Rakata)
- Yo le Corto el P...
- No Puede
- Move Your Body
- Bailar Contigo
- Papi Baila con Mami
- Sexy, Sensual
- Paola
- Tu Pum Pum
- Tembleque
- Ya no pienso en llorar
- Llueve
- Como Bailas

### Papi Chulo
Lorna ficou muito famosa sobretudo graças à canção Papi Chulo (Te Traigo el Mmmm), que levou a cantora à turnês em vários países das Américas e Europa e que se tornou a canção mais famosa da música panamenha, a nível global, alcançado a primeira colocação nas paradas em muitos países, incluindo México, França (#1), Paquistão e Turquia.